# Lisa Krugell
Lisa Krugell, née le 29 décembre 1893 à Strasbourg et morte le 19 octobre 1977 à Minori, est une artiste peintre et affichiste active en Alsace. Elle fait partie du Groupe de Mai.

## Biographie
En 1911, Lisa Krugell entre à l'école des Arts décoratifs de Strasbourg. Elle est l'élève d'Émile Schneider en compagnie de Dorette Muller, puis elle suit l'enseignement de Eugène Amann à Bâle de 1915 à 1918.
Lisa Krugell est membre du Groupe de Mai, formé en 1919 par des peintres alsaciens (dont Jacques Gachot, Balthasar Haug (qui créa son ex-libris), Édouard Hirth, Martin Hubrecht, Lucien Hueber, Louis-Philippe Kamm, Charles Schenckbecher, Simon-Lévy, Paul Welsch...), dont elle fait l'affiche en 1929.
Lisa Krugell expose à Strasbourg et à Paris. Elle peint des fleurs, des natures mortes, des nus et des portraits, dont ceux de ses amis Paul Ahne et Robert Heitz. Sa peinture, en particulier lors de son exposition de cactus peints sur bois (mars 1930), est proche de la Nouvelle objectivité. Son autoportrait est exposé au MAMCS.
En 1939, Lisa Krugell quitte Strasbourg pour Minori (près de Salerne), et se consacre alors au paysage. Elle y décède en 1977.

## Expositions
- Librairie de la Mésange, Strasbourg (la librairie était installée au 18 rue de la Mésange[3])
- Salon d'automne, Paris
- Galerie Bernheim-Jeune, Paris
- BNUS, Femmes affichistes en Alsace de 1900 à 1980, Strasbourg, 2009[1].